# 81 (nombre)
« Quatre-vingt-un » et « Huitante-et-un » redirigent ici. Pour l'année, voir 81 et Huitante et un.
Le nombre 81 (quatre-vingt-un, huitante-et-un ou octante-et-un) est l'entier naturel qui suit 80 et qui précède 82. Les formes sans traits d'union huitante et un et octante et un sont également reconnues.

## En mathématiques
Le nombre 81 est :
- Un carré, le produit de 9 par lui-même : 9² = 81 ;
- La puissance quatrième de 3 : 34 = 81 ;
- Un nombre brésilien car 81 = 3326 ;
- Un nombre heptagonal, le 6e après 1, 7, 18, 34 et 55 ;
- Un nombre octogonal centré, le 5e après 1, 9, 25 et 49 ;
- Un nombre de Tribonacci : pour la suite de terme général un+3 = un+2 + un+1 + un, débutant par 1, 1 et 2, 81 est le 9e terme : 1, 1, 2, 4, 7, 13, 24, 44, 81… ;
- Un nombre méandrique ouvert : le nombre de méandres ouverts d’ordre 8 distincts (courbes ouvertes non homéomorphes coupant une droite 8 fois) est 81 ;
- Un nombre Harshad : 81 est divisible par la somme de ses chiffres, 8 + 1 = 9.

## Dans d’autres domaines
Le nombre 81 est aussi :
- Le numéro atomique du thallium, un métal pauvre.
- le numéro de la sourate At-Takwir dans le Coran.
- Le numéro de la galaxie spirale barrée M81 dans le catalogue Messier.
- M81, un système d'arcade créé par Irem.
- L’indicatif téléphonique international pour appeler le Japon.
- Une partie du n° de modèle d’un des premiers micro-ordinateurs, le ZX81 de Sinclair.
- Le nombre de cases d'une grille de sudoku.
- Un des deux identifiants ISBN pour les livres publiés en Inde.
- Le no  du département français du Tarn.
- Années historiques : -81, 81 ou 1981.
- Ligne 81 du tramway de Bruxelles.
- 81 peut désigner les « Hells Angels », dont les initiales H et A sont la 8e et la 1re lettre de l'alphabet. Les Hell's Angels (« Anges de l'enfer ») s'appellent également par le « nombre de la Bête » qui représente le démon dans l'Apocalypse de Jean. En effet, ce nombre est 666 et la somme de ses chiffres est 18, qui, renversé, donne 81, soit HA. ».
- Porte malheur dans la culture shuar.
- Le numéro permanent du pilote de Formule 1 Oscar Piastri